# Wolfgang von Kries
Wolfgang Ludwig Moritz von Kries (* 27. November 1868 auf Gut Smarzewo bei Schmentau, Landkreis Marienwerder, Westpreußen; † 15. Oktober 1945 in Potsdam) war ein preußischer Beamter, Politiker und Vizepräsident des Preußischen Landtags.

## Familie
Kries entstammte einer um 1600 in Lehesten erwähnten thüringischen Familie und war der Sohn des Gutsbesitzers Otto von Kries (1839–1916), Fideikommissherr auf den Gütern Kriesfelde (Smarzewo) mit Vorwerk Czerwinsk und Kulmaga, und der Martha von Dewall (1845–1920).
Er heiratete am 8. April 1896 in Königsberg i. Pr. Luise Prüschenck von Lindenhofen (* 11. Dezember 1874 auf Gut Schreinen, Landkreis Heiligenbeil, Ostpreußen; † 27. April 1945 in Potsdam), die Tochter des Gutsbesitzers Carl Waldemar Sigismund Prüschenck von Lindenhofen und der Martha Prieß. Das Ehepaar hatte drei Töchter und bewirtschaftete das Rittergut Schreinen. Ein Cousin war der preußische Politiker Georg von Kries und ein Onkel war Kurt von Kries, ebenfalls preußischer Politiker.

## Leben
Kries besuchte das Gymnasium Marienwerder und das Gymnasium in Bromberg. Nach dem Abitur studierte er an der Albert-Ludwigs-Universität Freiburg, der Friedrich-Wilhelms-Universität zu Berlin und der Albertus-Universität Königsberg Rechtswissenschaft. Er bestand das Erste Juristische Staatsexamen und absolvierte das Referendariat in Neuenburg und Berlin. Nach der Promotion zum Dr. jur. 1891 und der Ablegung des Zweiten Juristischen Staatsexamens arbeitete er ab 1894 als Gerichtsassessor bei der Oberstaatsanwaltschaft des Berliner Kammergerichtes. Danach war er als Justitiar in Arnsberg (1900/01) und Münster (1901/02) tätig.
Von Mai 1903 bis Mai 1920, wirkte er als Landrat des Landkreises Filehne an der Netze. Das Amt hatte er bereits seit Oktober 1902 verwaltet. Von 1908 bis 1918 war er auch Mitglied des Preußischen Abgeordnetenhauses, wo er sich der Fraktion der Konservativen anschloss. Kries leistete von 1887 bis 1888 Militärdienst beim Füsilier-Regiment „Graf Roon“ (Ostpreußisches) Nr. 33 und war im Anschluss Reserveoffizier des 3. Garde-Regiment zu Fuß. Während des Ersten Weltkrieges wurde er zum Hauptmann im 3. Garde-Landwehr-Regiment befördert und als Beamter der Zivilverwaltung ins besetzte Russisch-Polen, nach Kalisch und später nach Warschau berufen.
Anfangs war er Stellvertreter des Chefs der Zivilverwaltung für Polen links der Weichsel, des Regierungspräsidenten Hans von Brandenstein, 1915 wurde er Verwaltungschef der Kaiserlich-deutschen Zivilverwaltung beim Generalgouvernement Warschau. Als solcher erwarb er sich mit dem Kurator Bogdan Graf von Hutten-Czapski große Verdienste um die Neugründung der Universität Warschau und der TH Warschau, die im Jahre 1915 den Unterricht (nach etwa 60 Jahren wieder in polnischer Sprache) aufnehmen konnten.
Ab November 1917 war er Reichskommissar zur Erörterung der Fragen über Gewalttätigkeiten an Zivilpersonen im Feindesland. Kries war auch der Vater der neuen Landeswährung, die er Polnische Mark nannte und die bis 1924 Zahlungsmittel war. Während des Krieges wurde er mit dem Eisernen Kreuz II. und I. Klasse, mit dem Preußischen Kronenorden II. Klasse und weiteren Ehrungen bedacht.
Graf Hutten-Czapski sagte folgendes über ihn in seinen Memoiren: „Ich hatte große Bedenken, ob dieser verhältnismäßig junge Verwaltungsbeamte die nötige Erfahrung, Autorität und Abgeklärtheit besitzen würde, in einem fremden Lande eine geordnete Verwaltung einzurichten. (…) Gleich in den ersten Tagen gelangte ich anlässlich eines Vortrags bei Hans von Beseler zu der Ansicht, dass Kries der geborene Organisator und Verwaltungsbeamte sei. Er übersah sofort jede ihm noch so fremde Materie. Er besaß eine außergewöhnliche Arbeitskraft und war immer über alle noch so verschiedenen Zweige seiner Verwaltung unterrichtet“.
Nach dem Ersten Weltkrieg wurde Kries Mitglied der Deutschnationalen Volkspartei und der Verfassunggebenden Preußischen Landesversammlung von 1919. Bis 1933 war er Abgeordneter der DNVP im Preußischen Landtag. Sowohl in der Landesversammlung als auch im Landtag bekleidete er ununterbrochen das Amt des Vizepräsidenten. Darüber hinaus war er Mitglied im Reichslandbund.